# 病毒潜伏期
病毒潜伏期是致病病毒在细胞内处于休眠状态（潜伏）的時間。 潜伏期是某些病毒生命周期中的一個阶段，此時病毒的增殖會暫時停止。然而病毒基因组并未被根除。病毒可以被重新激活并开始繁殖后代，并无限期地留在宿主体内。 
不要将病毒潜伏期与病毒未处于休眠状态的疾病潜伏期的临床潜伏期相混淆。